# Hemimachairodus
Hemimachairodus — вимерлий рід шаблезубих кішок триби Machairodontini та підродини Machairodontinae. Типовий вид Hemimachairodus zwierzyckii раніше був віднесений до роду Homotherium.
Викопні сегменти Hemimachairodus були виявлені на плейстоценових розкопках на Яві в Індонезії разом з іншими хижаками, такими як Panthera tigris, Homotherium ultimum і Megacyon merriami, і, швидше за все, він конкурував з цими видами за здобич.